# باتريك مانينغ
باتريك مانينغ (بالإنجليزية: Patrick Manning)‏ هو مؤرخ أمريكي، ولد في 10 يونيو 1941.